# Johan Fredriksen
Johan Fredriksen, född 1603, död 1641, var rektor i Roskilde. Han var också psalmförfattare och finns representerad i den danska Psalmebog for Kirke og Hjem.